# Auzata
Auzata là một chi bướm đêm thuộc phân họ Drepaninae.